# Đorđe Vlajić
Đorđe Vlajić (n. 8 septembrie 1977, Belgrad, Iugoslavia) este un fotbalist sârb care evoluează în prezent la FK Belgrad. De-a lungul carierei a mai evoluat la OFK Belgrad, CFR Cluj și la Győr ETO FC.